# Prosotas mackayensis
Prosotas mackayensis är en fjärilsart som beskrevs av William Henry Miskin 1890. Prosotas mackayensis ingår i släktet Prosotas och familjen juvelvingar. Inga underarter finns listade i Catalogue of Life.